# Cabo Santa Maria

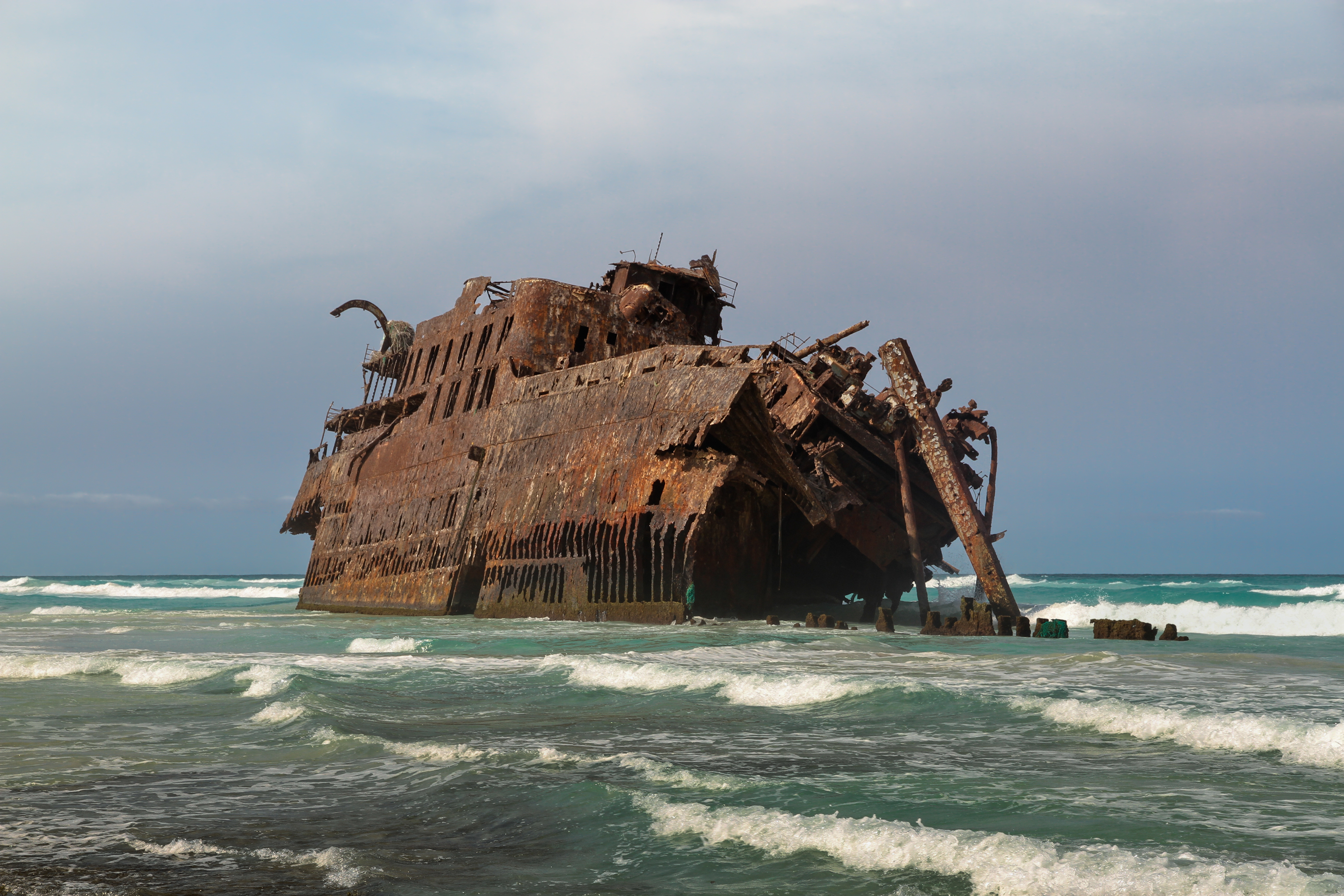
L'épave du Cabo Santa Maria en décembre 2010.

Le MV Cabo Santa Maria est un cargo espagnol qui s'est échoué en 1968 sur la côte septentrionale de l'île de Boa Vista, au Cap-Vert. La silhouette massive de son épave rouillée, à quelques dizaines de mètres de la plage, en fait un des sites touristiques importants de l'île.

## Caractéristiques
Le Cabo Santa Maria est un cargo espagnol, construit en 1957. Il mesure 126,6 m de long, 17,2 m de large et 8,4 m de haut, et jauge 4 972 tonneaux. Sa vitesse est de 30,6 km/h (16,5 nœuds). C'est un navire moderne, équipé d'un moteur diesel à arbre simple de Sulzer et d'instruments de navigation électroniques, construit aux chantiers navals de Carthagène par l’entreprise Bazán de Construcciones Navales.
Il appartient depuis 1963 à la firme Ybarra & co. de Séville. Sous un précédent propriétaire (Empresa Nacional Elcano De La Marina Mercante, de Madrid) le navire portait le nom de MV Hernando De Solis.

## Naufrage
Pendant l'été 1968, le navire est en route pour le Brésil et l'Argentine. Son commandant est un marin d'expérience nommé Fernando De Solis. 38 membres d'équipage et 5 passagers sont à bord. Dans sa cargaison, quatre cloches fondues pour la nouvelle cathédrale de Brasilia,, de la nourriture, des voitures de sport, des alcools, des vêtements, et — dit-on aussi — des cadeaux que le dictateur espagnol Franco expédie à ceux qui l'ont soutenu durant la crise économique espagnole. 
Au premières heures du 1er septembre 1968, pris dans une tempête, il s'échoue aux abords de l'île de Boa Vista. Un remorqueur envoyé de l'île principale de São Vicente échoue à le déloger, et l'équipage est évacué sans encombre, le naufrage s'étant produit au voisinage immédiat du rivage.
Pendant près d'un an, la population de l'île s'emploie à débarquer la cargaison de l'épave. Elle nourrira les îliens, qui font alors face à une disette. Les cloches sont repérées en eau profonde au large en 1971.
En 2019, son épave rouillée est toujours très largement visible, à quelques dizaines de mètres de la praia (plage) de Atalanta, (désormais connue sous le nom de praia Cabo Santa Maria). Elle constitue un des principaux sites touristiques de l'île.